# Tver
För andra betydelser, se Tver (olika betydelser).
Tver (ryska: Тверь, uttalas [tvʲerʲ]) är en stad i Ryssland och är den administrativa huvudorten för Tver oblast. Folkmängden uppgår till cirka 400 000 invånare. Tverregionen kallas även för Tverkarelen. Staden hette Kalinin mellan 1931 och 1990 efter Michail Kalinin. Tver bebos också av en liten finsk-ugrisk folkgrupp, tverkarelarna.
Staden är belägen där floden Tvertsa från norr utmynnar i Volga, som från väster rinner österut. Staden har en station på järnvägen mellan Sankt Petersburg och Moskva, belägen 2 kilometer söder om flodmynningen, varemellan det inre av staden ligger.

## Administrativt område

### Stadsdistrikt
Tver är indelat i fyra stadsdistrikt. 
| Stadsdistrikt | Invånarantal 9 oktober 2002 | Invånarantal 14 oktober 2010 | Invånarantal 1 januari 2015 |
| ------------- | --------------------------- | ---------------------------- | --------------------------- |
| Moskovskij    | 124 538                     | 120 192                      | 122 137                     |
| Proletarskij  | 92 262                      | 91 032                       | 94 532                      |
| Tsentralnyj   | 56 941                      | 54 353                       | 54 803                      |
| Zavolzjskij   | 135 162                     | 138 029                      | 142 534                     |
| Totalt        | 408 903                     | 403 606                      | 414 006                     |

Invånarantalet för 2010 och 2013 inkluderar områden som inte ingick år 2002. Se tabellen nedan. 

### Stadens administrativa område
Tver administrerade tidigare även en ort utanför själva centralorten. 
| Stad/Ort  | Invånarantal 9 oktober 2002 | Invånarantal 14 oktober 2010 | Invånarantal 1 januari 2015 |
| --------- | --------------------------- | ---------------------------- | --------------------------- |
| Tver      | 408 903                     | 403 606                      | 414 006                     |
| Sacharovo | 3 915                       | Ingen uppgift                | Ingen uppgift               |
| Totalt    | 412 818                     | 403 606                      | 414 006                     |

Sacharovo är numera sammanslaget med centrala Tver.